# Chlorophoneus
Genre
Le genre Chlorophoneus comprend six espèces africaines de gladiateurs, passereaux appartenant à la famille des Malaconotidae.

## Liste des espèces
D'après la classification de référence (version 2.6, 2010) du Congrès ornithologique international (ordre phylogénique) :
- Chlorophoneus kupeensis – Gladiateur du Kupé
- Chlorophoneus multicolor – Gladiateur multicolore
- Chlorophoneus nigrifrons – Gladiateur à front noir
- Chlorophoneus olivaceus – Gladiateur olive
- Chlorophoneus bocagei – Gladiateur à front blanc
- Chlorophoneus sulfureopectus – Gladiateur soufré